# Roditis
Roditis ist die am zweithäufigsten angebaute Weißweinsorte in Griechenland.  Sie wird oft mit der Sorte Savatiano zu Retsina verschnitten. Sie heißt unter anderem auch Rhoditis, Roidites, Rogdites oder Alepou und wird besonders auf dem Peloponnes angebaut.
Aus dem nordostgriechischen Anbaugebiet dieser Rebsorte stammt der weltweit bekannte Retsina Malamatina.
Die Trauben dieser Sorte reifen trotz des warmen Klimas, das die gegen Pilzkrankheiten empfindliche Sorte benötigt, erst spät. Sie behalten aber trotzdem ausreichend Säure, was in warmen Klimazonen selten ist. Sie hat eine ausgeprägte Fruchtnote, insbesondere nach Zitrusfrüchten und Mandeln.
Siehe auch: Weinbau in Griechenland sowie die Liste von Rebsorten.

## Ampelographische Sortenmerkmale
In der Ampelographie wird der Habitus folgendermaßen beschrieben:
- Die Triebspitze ist offen. Sie ist spinnwebig behaart mit sehr leicht rötlichem Anflug. Die Jungblätter sind auf der Blattoberseite leicht spinnwebig behaart und glänzen leicht bronzefarben.
- Die großen Blätter (siehe auch den Artikel Blattform) sind meist dreilappig (seltener fünflappig) und mittelstark gebuchtet. Die Stielbucht ist U-förmig offen bis geschlossen. Der Blattrand ist stumpf gezahnt. Die Zähne sind im Vergleich der Rebsorten mittelweit gesetzt.
- Die konus- bis walzenförmige Traube ist mittelgroß bis groß und mäßig dichtbeerig. Die Beeren sind mittelgroß und die Farbe tendiert zu einem schwachen rosé. Die Beeren sind nicht zu dickschalig und saftig; der Saft ist farblos. Das leichte Aroma der Beere ist sehr charakteristisch.

Die Rebsorte treibt relativ spät aus.
Anfällig ist Roditis gegen den Echten Mehltau und den Falschen Mehltau. Die Erträge der fruchtbaren Sorte sind trotz der Anfälligkeit zufriedenstellend hoch und erreicht selbst auf mäßig fruchtbaren Böden 120 Hektoliter/Hektar. Auf fruchtbaren Böden neigt Roditis zur Verrieselung.
Roditis reift ca. 35 Tage nach dem Gutedel und gilt somit als spät reifend.

## Synonyme
Roditis ist auch unter den Namen Alepou, Kanellato, Kokinara, Kokkinara, Kokkinostaphulo, Kokkinostaphylo, Lisitsines, Litsitsines, Rhodites, Rhoditi, Rhoditis, Rodea Stafyli, Rodites, Roditi, Roditis kokkinos, Roditis rosé, Rogdites, Rogditis, Roidites, Roiditis, Roïdo, Roigditis, Sourbiotes und Sourbiotis bekannt.